# John Beaufort, I conte di Somerset
John Beaufort, in inglese John Beaufort, 1st Earl of Somerset (Montmorency-Beaufort, 1373 circa – Londra, 16 marzo 1410), fu conte di Somerset, dal 1397 alla sua morte, e marchese di Dorset, dal 1397 al 1399; fu inoltre membro del casato reale britannico di Lancaster.

## Origine
Figlio primogenito del duca di Lancaster e futuro duca d'Aquitania, Giovanni (figlio quintogenito del re d'Inghilterra e duca d'Aquitania, Edoardo III) e di Katherine Swynford (1350-1403), (figlia di Payne De Roet, un araldo fiammingo proveniente da Hainaut), che, dopo la morte del marito, il cavaliere inglese Hugh Swynford (1340-1372), prima di sposare Giovanni, nel 1396, era stata, per oltre vent'anni, la sua amante.

## Biografia
A John fu dato il cognome di Beaufort, in quanto, molto probabilmente, come i suoi fratelli, nacque nel castello di Beaufort, in Champagne, Francia.
Nel 1390 John venne riconosciuto figlio del duca di Lancaster assieme ai suoi fratelli, dal re d'Inghilterra, Riccardo II. Il riconoscimento e quindi la sua legittimazione fu poi formalizzato da un atto del Parlamento, nel 1397, e infine fu confermato dal suo fratellastro, Enrico IV, qualche anno dopo il suo avvento al trono (nel 1407), con la clausola che, né John né i suoi discendenti avrebbero potuto avanzare pretese sul trono d'Inghilterra.
In quello stesso 1390, John prese parte all'assedio di Mahdia, al seguito delle truppe del terzo duca di Borbone, Luigi II di Borbone, detto il Buono.
Nel 1394 John si recò nel Granducato di Lituania per combattere i Lituani al seguito dei Cavalieri Teutonici.
Nel 1396, successivamente al matrimonio dei suoi genitori, il papa Bonifacio IX, legittimò John e i suoi fratelli.

Armi dei Beaufort, conti e duchi di Somerset

Il 10 febbraio 1397, dopo che il parlamento inglese ebbe formalizzato la sua legittimazione, John fu creato conte di Somerset e, alcuni mesi dopo, per avere appoggiato il re Riccardo II contro i Lord Appellanti sposò Margaret Holland, figlia di Thomas Holland, II conte di Kent (fratellastro e sostenitore di re Riccardo II), due giorni dopo, fu creato marchese di Dorset e poi cavaliere dell'ordine della Giarrettiera.
John rimase nelle grazie di re Riccardo anche dopo che suo fratellastro, Enrico di Bolingbroke, futuro re d'Inghilterra fu condannato all'esilio dallo stesso Riccardo, nel 1398. In quello stesso anno John fu nominato reggente del Ducato di Aquitania.
Suo padre, Giovanni, morì il 3 febbraio 1399, nel castello di Leicester, aprendo una crisi che portò alla destituzione di Riccardo II e all'ascesa al trono del suo fratellastro, Enrico di Bolingbroke, che assunse il nome di Enrico IV.
Dopo la deposizione di Riccardo II (1399), Enrico IV soppresse tutti i titoli concessi ai sostenitori di Riccardo nella lotta contro i "Lord Appellanti", per cui John perse il titolo di Marchese di Dorset.
Nuovamente solo conte di Somerset, John fu leale con il fratellastro, Enrico IV, che gli affidò incarichi diplomatici e il comando di alcune operazioni militari, durante la ribellione del gallese, Owain Glyndŵr (l'ultimo gallese a proclamarsi principe di Galles). Dopo essere stato nominato ciambellano del regno, nel 1404, John fu nominato connestabile d'Inghilterra.
John morì, nel 1410, nell'ospedale di Santa Caterina presso la Torre di Londra e fu tumulato nella cappella di San Michele nella cattedrale di Canterbury.

## Matrimoni e figli
John da Margareth ebbe sei figli:
- Henry Beaufort, II conte di Somerset (1401 - 25 novembre 1418)
- John Beaufort, I duca di Somerset (aprile 1404 - 27 maggio 1444)
- Giovanna Beaufort (circa 1404 - 15 luglio 1445), il 2 febbraio 1424, sposò il re di Scozia, Giacomo I, divenendo regina di Scozia.
- Thomas Beaufort, conte di Perche (1405 - 3 ottobre 1431)
- Edmund Beaufort, II duca di Somerset (1406 - 22 maggio 1455)
- Margaret Beaufort, Contessa di Devon (1409 - 1449) sposò, dopo il 1421, Thomas de Courtenay, V conte di Devon.

## Ascendenza
|                                            |   |                        | Genitori               |  |  | Nonni |  |  | Bisnonni                 |  |  | Trisnonni               |  |
|                                            |   |                        |                        |  |  |       |  |  | Edoardo II d'Inghilterra |  |  | Edoardo I d'Inghilterra |  |
|                                            |   |                        |                        |  |  |       |  |  | Edoardo II d'Inghilterra |  |  | Edoardo I d'Inghilterra |  |
|                                            |   | Eleonora di Castiglia  |                        |  |  |       |  |  | Edoardo II d'Inghilterra |  |  |                         |  |
| Edoardo III d'Inghilterra                  |   |                        |                        |  |  |       |  |  | Edoardo II d'Inghilterra |  |  |                         |  |
|                                            |   | Isabella di Francia    | Filippo IV di Francia  |  |  |       |  |  |                          |  |  |                         |  |
|                                            |   | Isabella di Francia    | Filippo IV di Francia  |  |  |       |  |  |                          |  |  |                         |  |
|                                            |   | Isabella di Francia    | Giovanna I di Navarra  |  |  |       |  |  |                          |  |  |                         |  |
| Giovanni Plantageneto, I duca di Lancaster |   | Isabella di Francia    |                        |  |  |       |  |  |                          |  |  |                         |  |
|                                            |   | Guglielmo I di Hainaut | Giovanni I di Hainaut  |  |  |       |  |  |                          |  |  |                         |  |
|                                            |   | Guglielmo I di Hainaut | Giovanni I di Hainaut  |  |  |       |  |  |                          |  |  |                         |  |
|                                            |   | Guglielmo I di Hainaut | Filippa di Lussemburgo |  |  |       |  |  |                          |  |  |                         |  |
| Filippa di Hainaut                         |   | Guglielmo I di Hainaut |                        |  |  |       |  |  |                          |  |  |                         |  |
|                                            |   | Giovanna di Valois     | Carlo di Valois        |  |  |       |  |  |                          |  |  |                         |  |
|                                            |   | Giovanna di Valois     | Carlo di Valois        |  |  |       |  |  |                          |  |  |                         |  |
|                                            |   | Giovanna di Valois     | Margherita d'Angiò     |  |  |       |  |  |                          |  |  |                         |  |
| John Beaufort                              |   | Giovanna di Valois     |                        |  |  |       |  |  |                          |  |  |                         |  |
|                                            | … | …                      |                        |  |  |       |  |  |                          |  |  |                         |  |
|                                            | … | …                      |                        |  |  |       |  |  |                          |  |  |                         |  |
|                                            | … | …                      |                        |  |  |       |  |  |                          |  |  |                         |  |
| Payne De Roet                              | … |                        |                        |  |  |       |  |  |                          |  |  |                         |  |
|                                            |   | …                      | …                      |  |  |       |  |  |                          |  |  |                         |  |
|                                            |   | …                      | …                      |  |  |       |  |  |                          |  |  |                         |  |
|                                            |   | …                      | …                      |  |  |       |  |  |                          |  |  |                         |  |
| Katherine Swynford                         |   | …                      |                        |  |  |       |  |  |                          |  |  |                         |  |
|                                            |   | …                      | …                      |  |  |       |  |  |                          |  |  |                         |  |
|                                            |   | …                      | …                      |  |  |       |  |  |                          |  |  |                         |  |
|                                            |   | …                      | …                      |  |  |       |  |  |                          |  |  |                         |  |
| …                                          |   | …                      |                        |  |  |       |  |  |                          |  |  |                         |  |
|                                            |   | …                      | …                      |  |  |       |  |  |                          |  |  |                         |  |
|                                            |   | …                      | …                      |  |  |       |  |  |                          |  |  |                         |  |
|                                            |   | …                      | …                      |  |  |       |  |  |                          |  |  |                         |  |
|                                            |   | …                      |                        |  |  |       |  |  |                          |  |  |                         |  |